# Rodi (città)

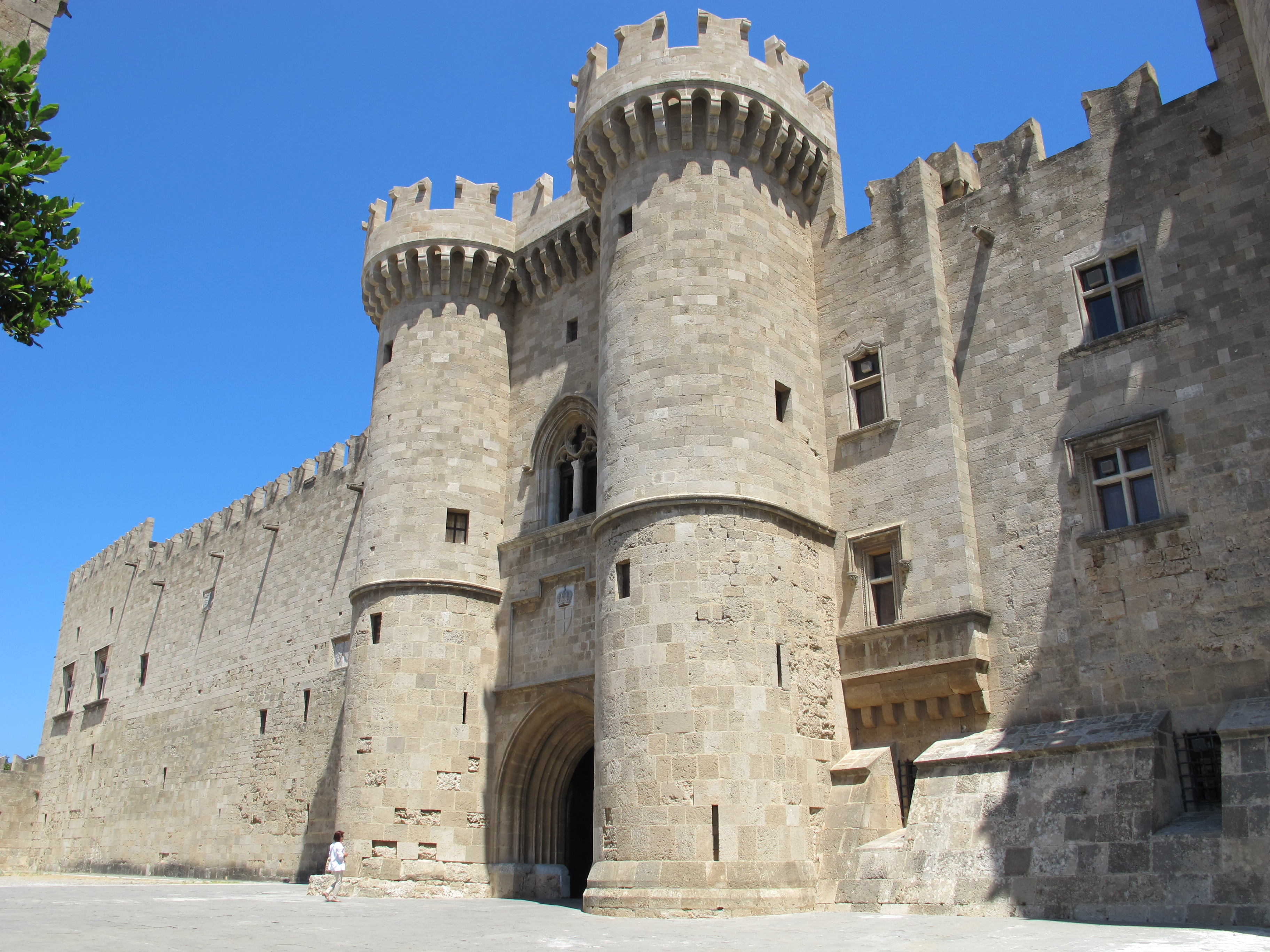
Rodi, palazzo dei Gran Maestri dei cavalieri di Rodi

Rodi (in greco Ρόδος?, Ròdos) è una città della Grecia situata all'estremità settentrionale dell'isola omonima, capoluogo della periferia dell'Egeo Meridionale (unità periferica di Rodi). A partire dagli anni sessanta, ha conosciuto un significativo sviluppo turistico grazie ai suoi numerosi monumenti storici e alle sue strutture ricettive.

## Geografia fisica
Rodi si trova nella parte settentrionale dell'isola e conta una piccola conurbazione con i comuni limitrofi, che ammonta a circa 80 000 abitanti. I comuni confinanti sono Calitea a sud-est e Ialiso a sud-ovest. La città è costituita da due parti ben distinte: la città antica, cinta da mura imponenti erette dai cavalieri, e la città moderna, sviluppatasi dopo il 1912 sotto l'amministrazione italiana.

## Storia

### Rodi antica
La città di Rodi fu fondata nel 408 a.C. su modello di Ippodamo di Mileto, ideato a metà del V secolo a.C. sulla base della pianta ortogonale di stampo babilonese.

#### L'acropoli
Al tempo dei Romani molti autori raccontavano della sfarzosità del luogo, con i suoi fontanili e le terrazze circondate da boschi rigogliosi. Oggi la cima appare quasi completamente spoglia e ciò che è pervenuto fino a noi appare in pessime condizioni.

#### Il tempio di Apollo
Le tre colonne del tempio sovrastano tutta la zona e si possono scorgere già in lontananza, in realtà solo la piattaforma è originale.

#### L'Odeón
Sotto il tempio di Apollo sorge un teatro all'aperto di circa 800 posti, completamente ricostruito dagli italiani. In realtà è molto probabile che un tempo fosse un odéon, una sala concerti coperta.

#### Lo stadio
Vicino all'odéon si trova lo stadio, ricostruito dagli italiani, della lunghezza di 201 m.

### Il periodo dei cavalieri
Nel periodo dei cavalieri (XIV secolo - XVI secolo) e in particolare al tempo del gran maestro Pierre d'Aubusson, Rodi si arricchì di splendidi edifici in stile tardo gotico.
Sul Collachio, il nucleo della città murata raggruppato intorno alla cittadella classica, sorsero le costruzioni più interessanti e i vari alberghi delle "Lingue", ovvero residenze ufficiali delle rappresentanze delle varie nazioni. Entro le mura si trova poi il vecchio quartiere turco. Infine, scavi archeologici hanno permesso di individuare i templi di Atena e Zeus sull'acropoli; sono stati localizzati anche l'antico stadio, l'odeon, la palestra del Ginnasio e il tempio di Apollo in stile dorico.
Nel 1522, dopo un lungo assedio, Rodi cadde sotto il dominio dell'Impero ottomano.

### L'epoca moderna
Dopo quattro secoli di dominazione ottomana Rodi fu occupata ed annessa dall'Italia durante la Guerra italo-turca nel 1912.
Le truppe italiane sbarcarono nell'isola il 4 maggio, e l'isola venne completamente occupata il 16 maggio. Rodi insieme ad altre 11 isole dell'Egeo fu posta sotto un governatorato italiano. Il possesso italiano fu riconosciuto a livello internazionale con il Trattato di Losanna del 1923. La presenza italiana durò fino all'8 settembre 1943, quando fu sotto occupazione tedesca fino all'aprile 1945 e poi britannica fino al 1947, quando fu consegnata alla Grecia.

## Società

### Evoluzione demografica
Anche a causa del notevole incremento turistico, la città di Rodi negli ultimi 40 anni del XX secolo ha fatto registrare un cospicuo aumento demografico.
Abitanti censiti

## Città vecchia di Rodi
La città vecchia di Rodi, racchiusa entro le cinte di mura costruite al tempo dei Cavalieri di Rodi, è stata dichiarata patrimonio dell'umanità dall'UNESCO nel 1988.

### Le mura di Rodi
Le mura di Rodi, ritenute un capolavoro di architettura militare, furono innalzate verso la metà del XIV secolo sul tracciato delle precedenti, rifatte dopo l'assedio turco del 1480 e dopo il terremoto dell'anno successivo. Furono munite di bastioni e torri di avvistamento. Il bastione di San Giorgio ha forma poligonale; quello del Carretto, circolare. Nelle mura si aprono alcune porte, tra cui la porta d'Amboise e la porta di San Atanasio attraverso la quale Solimano il Magnifico fece il suo ingresso nella città nel 1522. La porta Marina, sul fronte del mare, è ornata di due torri merlate.

### Collachio
Collachio è il nome del quartiere fortificato che ospitava le rappresentanze diplomatiche chiamate allora "Alberghi delle Lingue" e gli edifici pubblici dell'ordine cavalleresco.

### Ospedale dei Cavalieri
L'Ospedale dei cavalieri è un edificio del XV secolo, restaurato negli anni del dominio italiano. Oggi ospita il museo archeologico di Rodi.

### Il palazzo dell'Armeria
Il palazzo dell'Armeria è un edificio del XIV secolo destinato a luogo di degenza. Oggi ospita il museo delle arti decorative.

### Via dei Cavalieri
La via dei Cavalieri (in Lingua greca: odòs Ippotòn) è la strada più suggestiva di Rodi lungo la quale erano situati gli "Alberghi delle Lingue". L'ordine dei cavalieri di San Giovanni era diviso per lingue, in quanto a quei tempi non esisteva ancora il concetto di nazione. Gli alberghi servivano anche da ricovero per i pellegrini diretti a Gerusalemme, che spesso sostavano a Rodi. La via dei Cavalieri inizia in corrispondenza del Nuovo Ospedale dei Cavalieri, in successione troviamo l'Albergo della lingua d'Italia, il Palazzo del Grande Maestro Francese, l'Albergo della Lingua di Francia, l'Albergo della Lingua di Spagna e l'Albergo della Lingua di Provenza. La via termina davanti a un grande portone gotico, che congiunge il Palazzo del Grande Maestro con la chiesa di San Giovanni, oggi distrutta.

### Palazzo del Gran Maestro

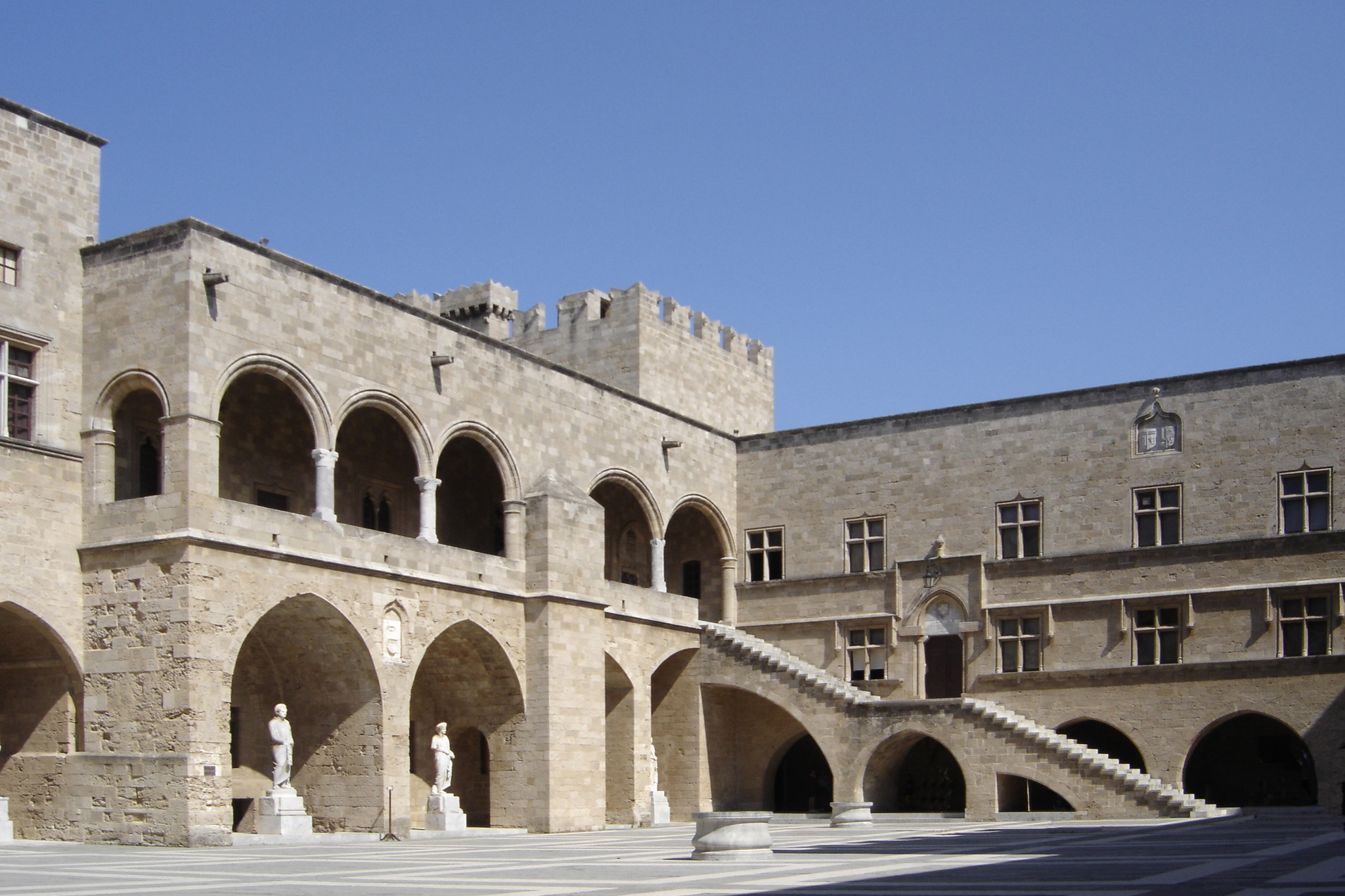
Il cortile del Palazzo del Gran Maestro

Il Palazzo del Gran Maestro fu costruito nel XIV secolo, trasformato in galera nel periodo ottomano e andò distrutto nel 1856 per l'esplosione di una polveriera alloggiata nella chiesa di San Giovanni, che sorgeva nella parte opposta della piazza. Fu innalzato di nuovo negli anni del dominio italiano; la ricostruzione finì nel 1940, poco prima che gli italiani lasciassero l'isola. L'ingresso con le sue imponenti torri è uno dei pochi elementi originali. Al suo interno presenta un grande cortile porticato; i suoi interni sono lussuosamente decorati.

### Moschea di Solimano
La moschea fu eretta in onore di Solimano il Magnifico dopo l'espugnazione della città nel 1522, l'odierno edificio fu ricostruito nel 1808. Peculiarità dell'edificio è il suo intonaco rosa acceso, l'interno è caratterizzato da una generale sobrietà. La moschea è utilizzata ancora oggi come luogo di culto da parte della comunità turca, ma in genere è chiusa.

## Le opere pubbliche e l'architettura del periodo italiano
Durante l'occupazione italiana, protrattasi dal 1912 al 1943, fu dato avvio a numerose opere pubbliche e private e si procedette altresì al restauro di numerosi monumenti.
Da qualche anno è in corso una rivalutazione del lavoro dell'amministrazione italiana, anche da parte dei greci stessi; il sito istituzionale del comune di Rodi, ad esempio, individua nella storia della città un "periodo italiano" e così recita: 
Ancora oggi se ci aggiriamo per Rodi moderna possiamo facilmente riconoscere le architetture, gli spazi e i particolari architettonici, gli arredi urbani (lampioni, balaustre, panchine ecc.) l'ambiente costruito tipico italiano del periodo tra le due guerre.

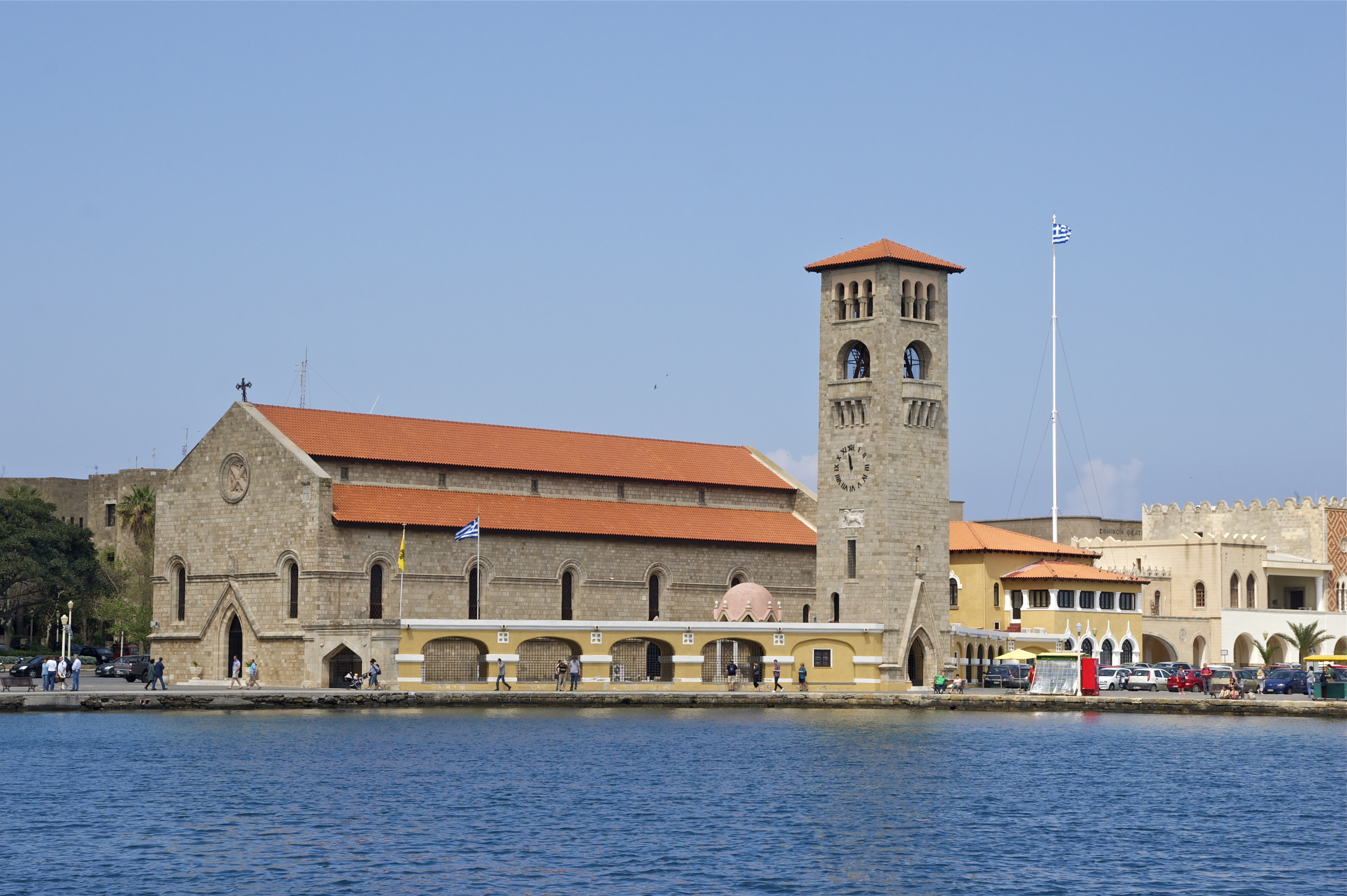
La chiesa dell'Annunciazione, cattedrale ortodossa di Rodi

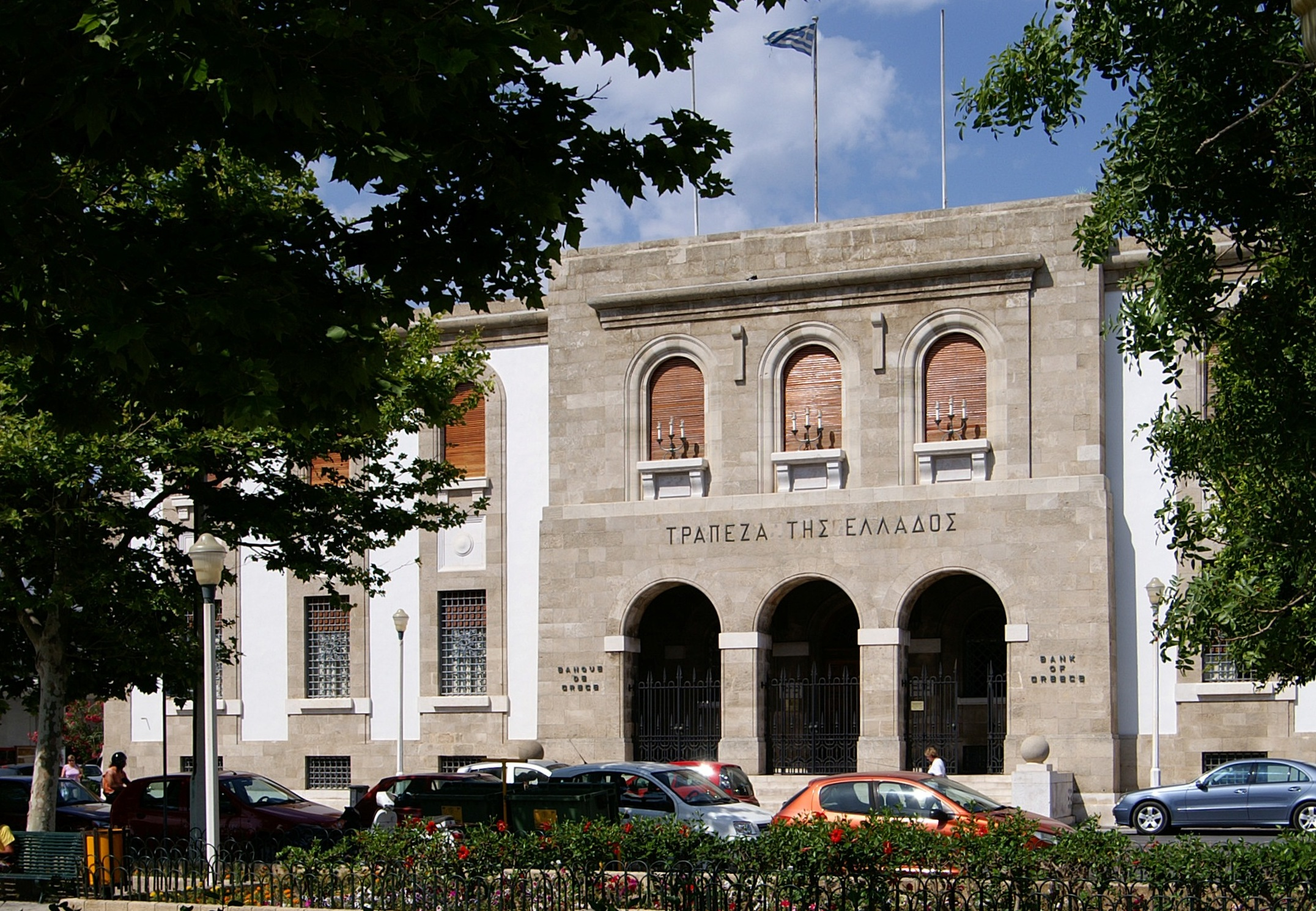
L'edificio della Banca di Grecia, già della Banca d'Italia

Le opere pubbliche principali realizzate furono:
- la ricostruzione del Palazzo del Gran Maestro, che era stato distrutto in periodo ottomano dall'esplosione di una polveriera;
- il Palazzo del Governatore, 1926-27 - arch. Florestano Di Fausto, oggi Prefettura
- la cattedrale di San Francesco d'Assisi;
- la facciata della chiesa di Nostra Signora della Vittoria;
- la cattedrale di San Giovanni, oggi dell'Annunciazione, modellata sulla distrutta chiesa dei Cavalieri di San Giovanni, di Florestano Di Fausto e Rodolfo Petracco;
- il grande Albergo delle Rose, 1925-27, oggi casinò, di Florestano Di Fausto e Michele Platania;
- il Municipio di Rodi (ex casa del fascio);
- il Teatro Nazionale, 1937, del quale si ignora al momento l'architetto progettista;
- il Palazzo di Giustizia, ancora oggi in uso;
- l’ex casa del fascio (prima sede), oggi Capitaneria di porto, opera degli architetti Florestano Di Fausto e Rodolfo Petracco;
- il Palazzo delle Poste, sempre dell'architetto Florestano Di Fausto;
- la nuova Agorà, un nuovo mercato di fronte al porto di Mandraki, di Florestano Di Fausto;
- il Palazzo Aktaion (1925), che era il “Circolo d'Italia” e il luogo dove si incontravano nel tempo libero gli ufficiali italiani;
- l'acquario, dell'architetto Armando Bernabiti;
- la Banca di Grecia, già Banca d'Italia, di Florestano Di Fausto.

Le architetture rispecchiano le due fasi di governatorato che si ebbero a Rodi: quella di Mario Lago, protrattasi sino al 1936, e quella di De Vecchi, sino agli anni della Seconda guerra mondiale. Quelle del primo periodo furono più eclettiche e ciò si legge soprattutto negli edifici progettati dall'architetto Florestano Di Fausto. I richiami sono i più disparati, dal neorinascimento del Palazzo delle Poste (uno dei primi edifici pubblici), all'arabesco della tradizione locale con la nuova Agorà, al veneziano del Palazzo del Governo, che ricorda molto da vicino il Palazzo Ducale di Venezia o, infine, alla vicina Art Déco del Grand Hotel delle Rose. Nel secondo periodo, invece, si ha il predominio di quel "neoclassicismo semplificato", tipico di Piacentini e tanto caro al regime per i suoi effetti monumentali e propagandistici.
In quest'ultimo periodo si ritrova anche qualche accenno razionalista in edifici minori, alcuni di pregevole fattura come la cattedrale di San Francesco d'Assisi, o un misto di razionalismo e neoclassicismo come il Teatro Nazionale o l'Acquario.
Certo a Rodi non si raggiunge quella espressione e quei canoni architettonici dell'International Style che invece si affermano, negli stessi anni, nella realizzazione “ex novo” della cittadina di Portolago, nell'isola di Lero. Rodi è il capoluogo del Dodecaneso, la città delle visite ufficiali, con una storia importante, e agli occhi del regime non può che essere celebrativa dei sogni imperiali di quegli anni. L'essenzialità funzionale delle architetture di Portolago, e addirittura la purezza di alcune di esse, mentre potevano adattarsi, forse a pennello, ad una città militare, contrastavano con quell'idea di "romanità" che il fascismo propugnava e che voleva esportare anche nelle colonie.

## Cultura

### Musei
- Palazzo dei Gran Maestri dei cavalieri di Rodi;
  - Museo bizantino di Rodi.
- Museo archeologico di Rodi.
- Museo ebraico e sinagoga.

## Sport

### Calcio
Le principali squadre calcistiche cittadine sono il Diagoras ed il Rodos. Il Diagoras milita per la stagione 2012-2013 in Delta Ethniki, la quarta divisione del campionato greco di calcio. Dal 1986-1987 al 1988-1989 disputò tre campionati di Alpha Ethniki.

### Pallacanestro
La pallacanestro è rappresentata a livello nazionale dal Kolossos, che milita in A1 Ethniki, la massima serie del campionato greco di pallacanestro. Nella stagione 2004-2005 ha vinto il campionato di A2 Ethniki. Anche il Diagoras possiede una sezione cestistica.
La pallacanestro in carrozzina è rappresentata dall'Athlhtikos Syllogos Dodekanisos.

### Pallavolo
La principale squadra di pallavolo di Rodi è una sezione del Diagoras.

### Rugby
Il rugby a XV è rappresentato dalla squadra dei Colossoi, di recente formazione.

### Pallanuoto
A Rodi hanno sede due club nautici, il Nautical Club of Rhodes e lo Ygros Stivos, entrambi possiedono squadre di pallanuoto.

## Amministrazione

### Gemellaggi
- Avila
- Conches-en-Ouche
- Jalta
- La Valletta
- Limassol
- Maiorca
- New Braunfels

- Perth
- Pisa
- Puebla de Zaragoza
- Rhode Island
- Roses
- Visby

## Galleria d'immagini

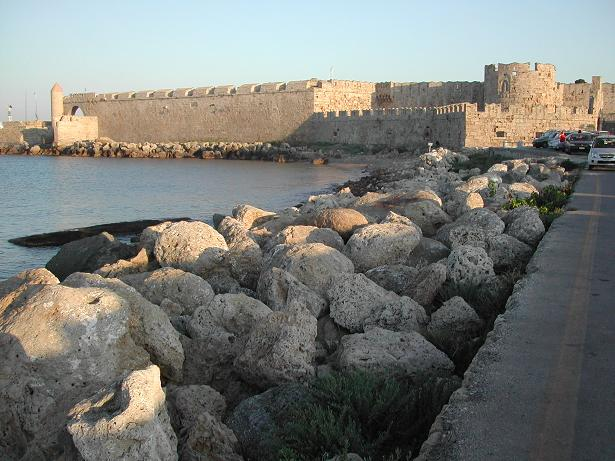
Bastione della Città Vecchia
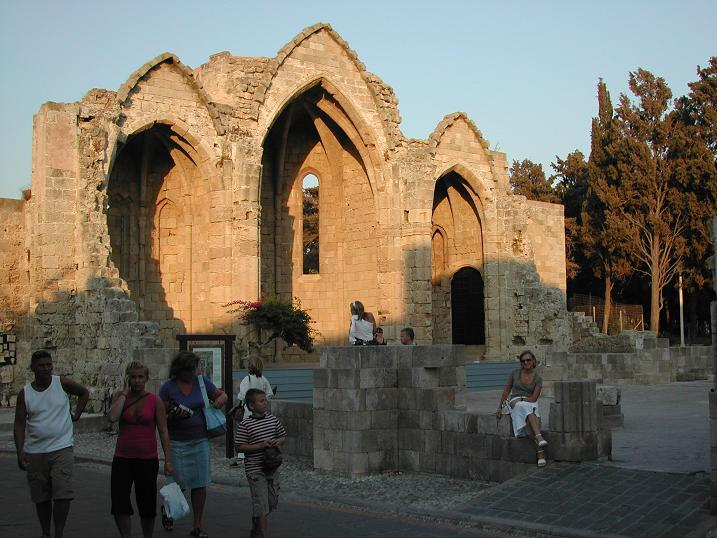
Rovine della Città Vecchia
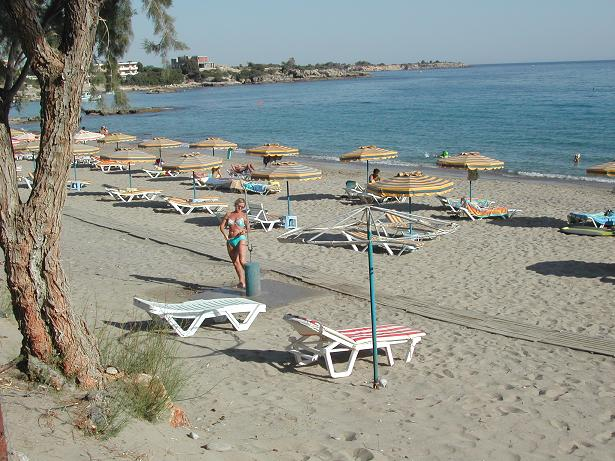
Spiaggia di Lardos
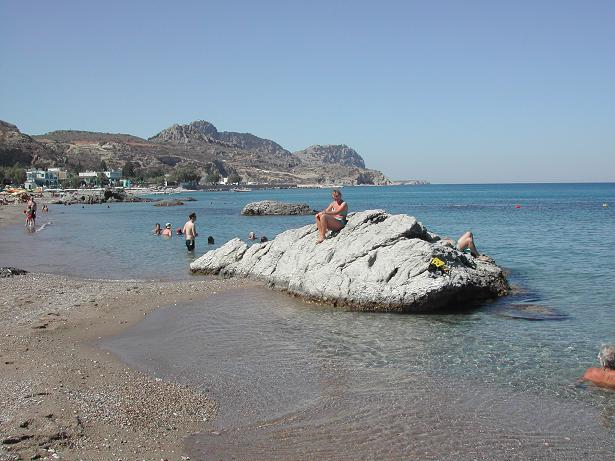
Spiaggia di Stegna
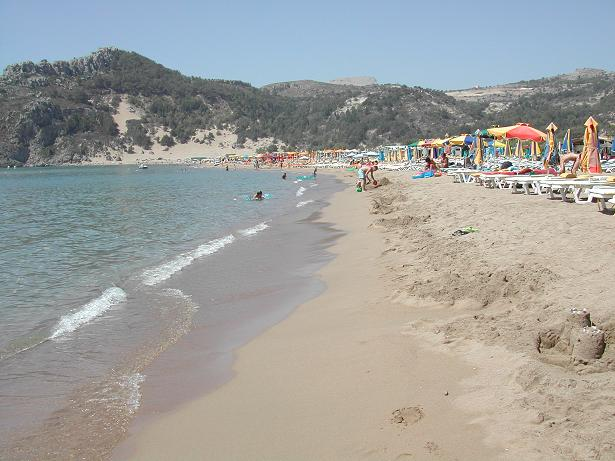
Spiaggia di Tsampika